# Osborne Corporation Executive
Osborne Corporation Executive (Executive) је био рачунар фирме Osborne Corp. који је почео да се производи у Сједињеним Америчким Државама од 1982. године.
Користио је Z80A као микропроцесор. RAM меморија рачунара је имала капацитет од 124 KB (384 KB највише).

## Детаљни подаци
Детаљнији подаци о рачунару Executive су дати у табели испод.
|                       |                                                                                                |
| [ 1 ]                 |                                                                                                |
| Произвођач            |                                                                                                |
| Тип                   |                                                                                                |
| Меморија              | 124 (384 највише)                                                                              |
| Поријекло             | Сједињене Америчке Државе                                                                      |
| Година                | 1982                                                                                           |
| Тастатура             | Пуни помак тастера, одвојива тастатура са нумеричком тастатуром, 69 тастера. 4 тастера смјера. |
| Процесор              |                                                                                                |
| Фреквенција процесора | 4                                                                                              |
| RAM                   | 124 (384 највише)                                                                              |
| ROM                   | 8 KB                                                                                           |
| Текст                 | 52/80 знакова x 24 линије + 1 статусна линија                                                  |
| Графика               | нема                                                                                           |
| Боја                  | једна боја уграђени монитор (13 x 10 )                                                         |
| Звук                  | уграђени мали звучник                                                                          |
| Димензије             | 50 x 50 / 12                                                                                   |
| Портови               |                                                                                                |
| Оперативни систем     |                                                                                                |